# Urceocharis edentata
Urceocharis edentata là một loài thực vật có hoa trong họ Amaryllidaceae. Loài này được C.H.Wright miêu tả khoa học đầu tiên năm 1910.